# Мамонтово (Рубцовский район)
Ма́монтово — железнодорожная станция (населённый пункт) в Рубцовском районе Алтайского края. Входит в состав Тишинского сельсовета.

## География
Находится на железнодорожной линии Алтайская — Локоть (ст. Мамонтово, 478 км), в 9 км к юго-востоку от центра сельского поселения — села Тишинка.

## История
Основана в 1930 г. В 1931 г. состояла из 17 хозяйств, основное население — русские. В составе Бобковского сельсовета Рубцовского района.

## Население
| 1931 | 1997 | 1998 | 1999 | 2000 | 2001 | 2002 | 2003 | 2004 | 2005 |
| ---- | ---- | ---- | ---- | ---- | ---- | ---- | ---- | ---- | ---- |
| 44   | ↗505 | ↗514 | ↘498 | ↘476 | ↘468 | ↘456 | ↘450 | ↘445 | ↗448 |
| 2006 | 2007 | 2008 | 2009 | 2010 | 2011 | 2012 | 2013 |      |      |
| ↗450 | ↗452 | ↗453 | ↘443 | ↘430 | ↘429 | ↗437 | →437 |      |      |